# 열수분출공

상평형 그림 (phase diagram) - 녹색 점선은 물의 비정상적인 녹는점의 양상을 보여준다. 파란색 선은 압력에 따라 끓는 점이 어떻게 변하는지 보여주며, 녹색 실선은 일반적인 다른 물질의 녹는점 양상을 보여준다.

열수분출공(熱水噴出孔, 영어: hydrothermal vent)은 뜨거운 물과 기체가 지하로부터 솟아나오는 굴뚝형 구멍으로 육상과 해저에 모두 존재한다. 해저확장이나 화산 활동이 활발한 장소, 확장대, 해양 분지, 열점에서 지각판이 떨어져 이동하고 있는 장소 근처에서 일반적으로 발견된다.
열수분출공은 지구가 지질학적으로 활동적이며 지표면과 지각 내에 다량의 물이 있기 때문에 발생한다. 바닷속에서 이들은 블랙 스모커나 화이트 스모커를 형성하기도 한다. 심해의 대부분에 비해 열수분출공 주변은 생물학적으로 생산량이 높으며 종종 분출구에 용해된 화학물질에 의해 먹이 사슬의 기초를 형성하는 박테리아가 살아간다. 그러한 화학합성 세균과 고고학이 먹이사슬의 기저를 형성해 거대한 관벌레, 조개류, 새우 등이 포함된 생태계를 지탱하고 있다. 열수분출공은 목성의 위성 유로파와 토성의 위성인 엔셀라두스에도 존재하는 것으로 파악되며, 한때 화성에도 존재했을 것이라 추측된다.

## 물리적 특성
깊은 바다 안에 있는 열수분출공은 일반적으로 동태평양 해팽과 대서양 중앙 해령과 같은 해령에서 형성된다. 이곳은 지질구조판이 갈라지고 새로운 지각이 형성되고 있는 곳이다.
해저 열수분출공에서 나오는 물의 대부분은 단층과 다공성 퇴적물, 화산 지층을 통해 화산체와 비슷한 열수시스템으로 유입되는 바닷물로 이루어져 있다. 육상/ 지구의 열수시스템 안에서, 분기공과 간헐천을 순환하는 물의 대부분은 강수와 표면에서 열 시스템으로 침투한 지하수이다. 이는 일반적으로 마그마에 의해 방출되는 변성수, 마그마수, 퇴적물 구성 상 염분을 다량하고 있는 고염수의 일부를 포함한다. 여기서 각각의 비율은 장소에 따라 다르다.
약 2 °C(36 °F)의 주변 수온과 달리, 물은 60 °C(140 °F)에서 최대 464 °C(867 °F)의 온도로 분출된다. 이러한 깊이의 높은 정수압 때문에 물은 액체 형태로 존재하거나 이러한 온도에서 초임계 유체로서 존재할 수 있다. 물의 임계점은 218 기압에서 375 °C(707 °F)이다.
액체에 염분을 주입하면 높은 온도와 압력에 대한 임계점이 높아진다. 바닷물(3.2 wt% NaCl)의 임계점은 해수면 아래 약 2,960 m (9,710 ft)의 깊이에서 407 °C (765 °F)와 298.5bars이다. 따라서 3.2 wt%의 염도인 열수유체(hydrothermal fluid)가 407°C(765°F) 및 298.5bars 이상으로 기체가 배출됐을 때의 상태를 초임계 (Super Critical)라고 한다. 게다가, 분출구의 염도는 지각의 상 분리로 인해 매우 다양하게 나타났다. 염도가 낮은 유체의 임계점은 해수보다 낮은 온도와 압력 조건이지만 순수한 물보다는 높다. 예를 들어, 2.24 wt.% 염도를 가진 분출구는 임계점 400 °C (752 °F)와 280.5 bars 가지고 있다.  일부 열수분출공의 가장 뜨거운 부분에서 나오는 물은 초임계 유체일 수 있으며, 이는 기체와 액체 사이의 물리적 성질을 가지고 있다.

## 블랙 스모커와 화이트 스모커

심해 지구생화학적 순환도

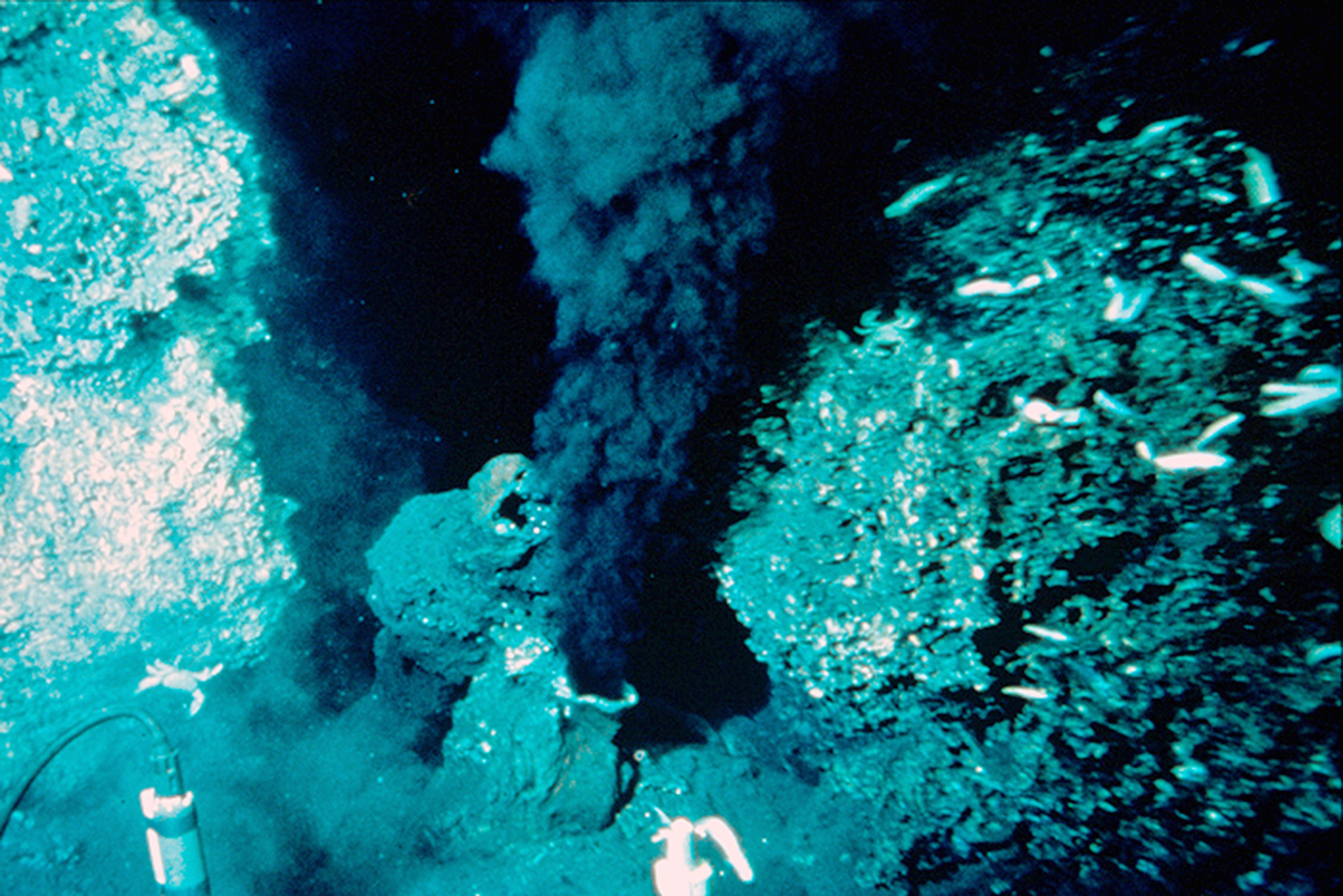
블랙 스모커들은 1979년 북위 21도 동태평양 상승에서 처음 발견되었다.

대부분의 열수분출공은 원통형의 굴뚝 구조를 형성하고 있다. 이곳에서 발생하는 특수한 연기는 열수분출공의 유체에 용해된 미네랄로부터 형성된다. 과열된 물이 냉각 상태와 비슷한 바닷물과 접촉할 때 미네랄이 침전되어 입자를 형성하여 퇴적물의 높이를 증가시킨다. 이러한 구조물들 중 일부는 60m 높이까지 올라갈 수도 있는데, 오리건주 인근 태평양 심해저에 있는 고질라(Godzilla)가 그 예시이다.
블랙 스모커와 심해공은 일반적으로 해저에서 발견되는 일종의 열수분출공으로 수심 2500m에서 3000m까지 가장 빈번히 발생하지만, 더 얕은 수심에서 발견되기도 한다.
물질이 포함된 검은 연기 구름을 내뿜는 굴뚝같은 구조물이며 일반적으로 황을 포함한 광물, 즉 황화물이 많이 함유된 입자를 방출한다. 블랙 스모커는 지각 아래에서 과열된 물이 수백 미터 너비의 심해 평원을 뚫고 들어올 때 형성된다. 차가운 바닷물과 접촉할 때, 많은 광물들이 각 분출구 주위에 검고 굴뚝 같은 구조를 형성하면서 침전된다. 증착된 금속 황화물은 시간에 따라 거대한 황화물 광상이 될 수 있다. 미드 애틀랜틱 능선의 아조레스 지역에 있는 일부 블랙 스모커들은 24,000 μM 농도의 철분을 함유한 금속 성분이 매우 풍부하다.
블랙 스모커는 1979년 RISE 프로젝트에서 스크립스 해양학 연구소의 과학자들에 의해 처음 발견됐다. 그들은 우즈 홀 해양학 연구소의 심해 잠수정 ALVIN을 사용하여 관찰을 성공했다. 현재 블랙 스모커는 평균 수심 2,100미터의 대서양과 태평양에 존재하는 것으로 알려져 있다. 가장 북쪽에 있는 블랙 스모커는 베르겐 대학교의 과학자들이 그린란드와 노르웨이 사이의 대서양 중간 능선에서 발견한 열수분출공인 로키스 성(Loki's Castle)이다. 블랙 스모커들은 구조적인 힘이 별로 없고 결과적으로 열수 분출구가 덜 흔한 지각보다 안정적인 영역에 있기 때문에 관심을 끌고있다. 세계에서 가장 깊은 것으로 알려진 블랙 스모커는 해수면 아래 5,000미터의 케이맨 해구에 위치해있다.
화이트 스모커는 바륨, 칼슘, 실리콘과 같은 밝은 색의 광물을 방출한다. 이 분출공은 일반적으로 열원에서부터 멀리 떨어져있기 때문에 낮은 온도를 가진다.
블랙 스모커와 화이트 스모커는 같은 수열장에서 공존할 수 있지만 각각 주 상류층으로의 근위부(근접부)와 원위부(말단부)의 환기구이다. 그러나 그 열원은 마그마 결정화로 인해 점차 멀어지며 방출되는 물 대신 바닷물이 지배되기 때문에, 화이트 스모커는 이러한 감소 단계에 해당한다. 이러한 종류의 분출공에서 나오는 미네랄 함유 유체는 칼슘이 풍부하고 황산염(i.e., 중정석 및 무수석)과 탄산염 퇴적물을 형성한다.

## 열수분출공의 생물학

### 생물군집
위와 같은 방법으로 형성된 생태계는 태양 에너지를 기반으로 하는 지구상의 대부분의 생명체와 다른 주요 에너지원으로서 열수분출공의 존재에 지속적으로 의존하고 있다. 이러한 군집이 태양과 독립적으로 존재한다고 하지만, 어떤 생물체들은 실제로 광합성 유기체에 의해 생성된 산소에 의존하는 호기성이거나 혐기성인 생물체인 경우도 있다. 화학 합성 박테리아는 두꺼운 지각 안에서 자라서 단각목이나 요각류와 같은 다른 생물들을 끌어당겨 박테리아를 직접 잡아먹는다. 바다 복족류, 새우, 게, 관벌레, 어류(특히 등가시치과, 긴꼬리장어과, 첨치목, 서대속), 문어(특히 Vulcanoctopus hydrothermalis))와 같은 더 큰 생물들은 주요 피식자 위에 포식자와 먹이 관계로 먹이 사슬을 형성한다.

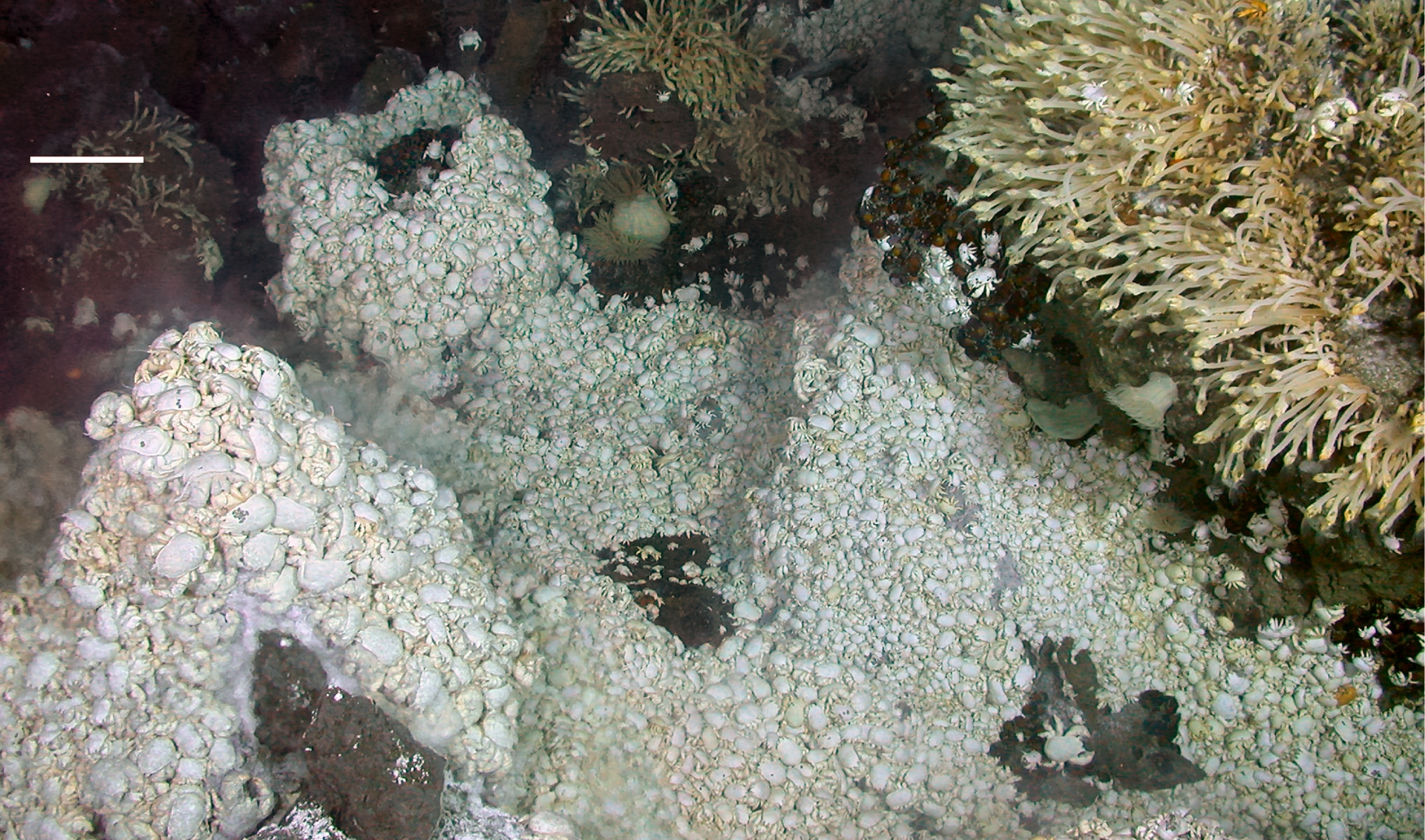
이스트 스코샤 릿지에 밀집한 동물군

## 발견 및 탐색

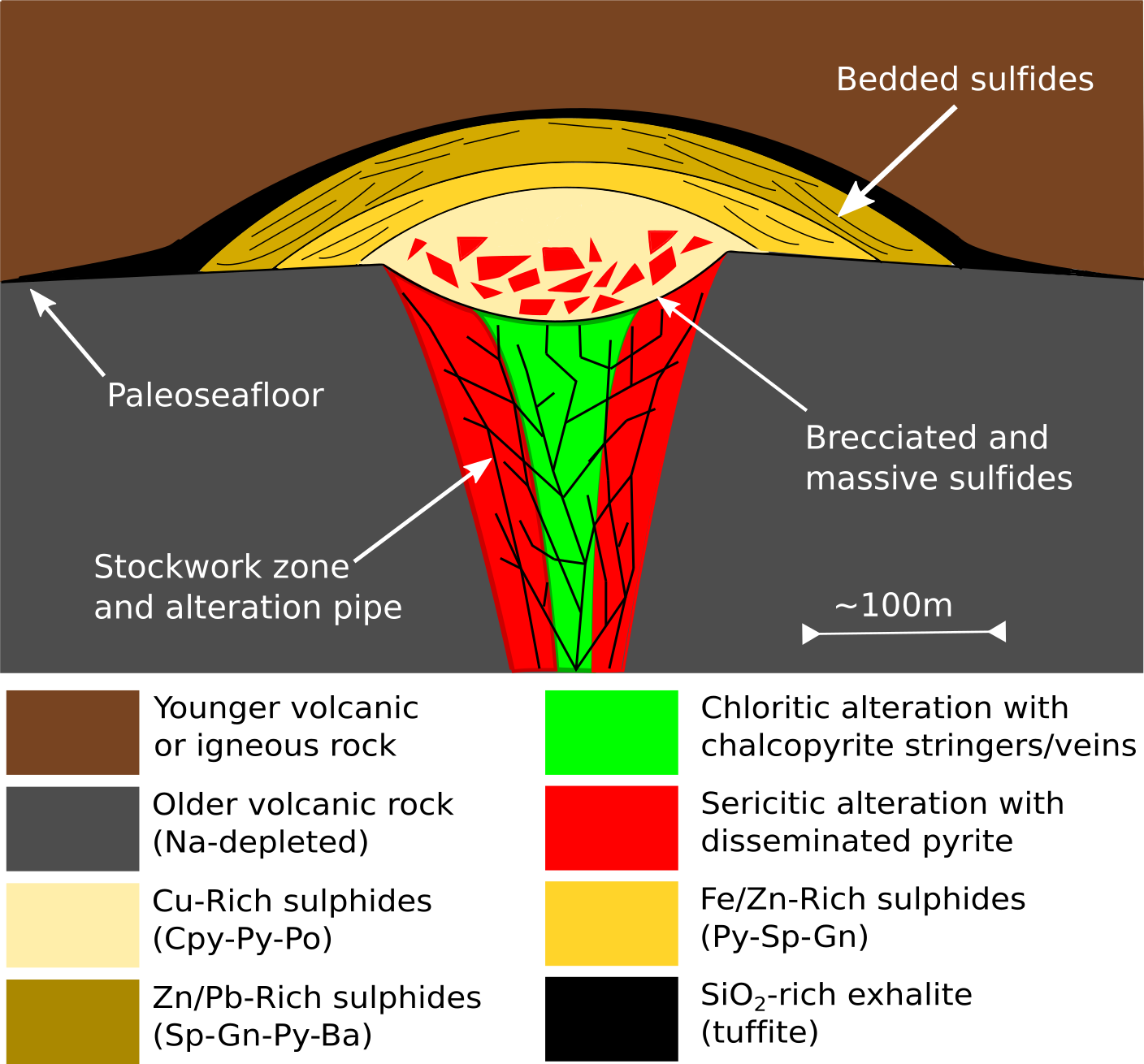
퇴적 기록에서 볼 수 있는 전형적인 화산성 대량 황화물(VMS) 광상 단면

1949년, 심해 조사에서 홍해 중앙부에서 비정상적으로 뜨거운 소금물이 발견되었다고 보고되었다. 1960년대 이후의 연구는 60 °C(140 °F)의 뜨거운, 염분 염수 및 관련 금속성 진흙의 존재를 확인하였다. 뜨거운 용액은 해저열곡의 활성 균열에서 분출되고 있었다. 그 물의 염분이  성질은 살아있는 유기체에게는 적합하지 않았다. 그 소금물과 진흙은 현재 채굴 가능한 귀금속과 염기성 금속의 공급원으로 조사 중이다.

1976년 6월, 스크립스 해양학 연구소의 과학자들은 플레이아데스 2호 탐험에서 동태평양해팽의 추진력인 갈라파고스 해협을 따라 해저 열수 분출구에 대한 최초의 증거를 입수했다. 1977년, 스크립스 해양학 연구소의 과학자들에 의해 열수 분출구에 대한 최초의 과학 논문이 발표되었고, 연구 과학자 Peter Lonsdale은 견인가능한 심해용 카메라에서 찍은 사진을 출판했고, 박사과정 학생 Kathleen Crane은 지도와 온도 이상 데이터를 출판했다. 트랜스폰더는 "Clam-bake"라는 별명으로 불리던 현장에 배치되어, 탐사대가 다음 해에 DSV Alvin과 함께 직접 관측할 수 있게 되었다.

갈라파고스 리프트 해저 열수 분출구를 둘러싼 화학합성 생태계는 1977년 국립과학재단의 지원을 받은 해양 지질학자들이 Clambake 현장으로 돌아왔을 때 처음으로 직접 관측되었다. 잠수 연구의 주요 연구자는 오리건 주립 대학의 Jack Corliss였다. 1977년 2월 17일 스탠퍼드 대학교의 Corliss 와Tjeerd van Andel은 우즈홀 해양연구소(WHOI)가 운영하는 연구용 잠수정 DSV Alvin에서 잠수하는 동안 분출구와 그 생태계를 관찰하고 표본을 추출했다. 이 연구를 수행한 다른 과학자들로는 WHOI의, Richard (Dick) Von Herzen 과 Robert Ballard,오리건 주립대학의 Jack Dymond 와 Louis Gordon, 매사추세츠 공과대학의 John Edmond 와 Tanya Atwater, 미국 지질조사국의 Dave Williams, 스크립스 해양학 연구소의 Kathleen Crane등이 있다. 이 팀은 열수분출공, 유기체 및 열수분출공 액체의 구성에 대한 관찰 결과를 사이언스지에 발표했다. 1979년 당시 세계보건기구(WHO)의 J. Frederick Grassle이 이끄는 생물학자 팀이 2년 전에 발견된 생물 군집을 조사하기 위해 같은 장소로 돌아왔다.

1979년 봄, scripps 해양학 연구소의 한 팀이 잠수정 Alvin을 이용하여 고온의 열수 분출구인 "black smokers"를 발견했다. RISE 탐사대는 Alvin으로 해저의 지구물리학적 도표화를 테스트하고 갈라파고스 열구 너머에 있는 다른 열수원을 찾는 것을 목표로 북위 21°의 동태평양 융기를 탐사했다. 이 탐험대는 Fred Spiess와 Ken Macdonald가 이끌었으며 미국, 멕시코, 프랑스에서 온 연구자들도 포함했다. 그 잠수 지역은 1978년 프랑스 CYAMEX 탐사대가 황화물 광물의 해저 언덕을 발견하여 선정되었다. 잠수 작전에 앞서 탐험대원 Robert Ballard는 심해에 견인된 기구들을 사용하여 바닥 부근의 수온 이상 현상을 찾아냈다. 첫 번째 다이빙은 그 변칙들 중 하나를 목표로 했다. 1979년 4월 15일 부활절 일요일 Alvin잠수정이 2600m까지 잠수하던 중 Roger Larson과 Bruce Luyendyk은 갈라파고스 분화구와 유사한 생물 군집을 가진 열수 분출구를 발견했다. 다음 잠수인 4월 21일, William Normark와 Thierry Juteau는 굴뚝에서 검은 광물 입자를 내뿜는 고온의 분출구를 발견하였다. 이후 Macdonald와 Jim Aiken은 Alvin에 온도 측정기를 달아 검은 연기분출구의 수온을 측정하도록 했다. 이는 심해 열수 분출구(380 ± 30 °C)에서 기록된것보다 가장 높은 온도로 관측됐다. 검은 연기 물질과 이들을 먹이로 하는 분출구를 분석한 결과 황화철 침전물이 분출구의 '연기'와 벽에서 흔히 볼 수 있는 광물이라는 사실이 밝혀졌다.

2005년, 광물 탐사 회사인 Neptune Resources NL은 뉴질랜드의 배타적 경제수역(EEZ)에 있는 Kermadec 호의 3만 5천 km2에 대한 탐사권을 신청하였고, 이는 현대 열수 분출구에서 형성된 납-아연-구리 황화물의 잠재적인 새로운 원천이다. 이 발견은 2007년 4월, 코스타리카 앞바다에서 메두사 열수 분출구(그리스 신화의 뱀털 메두사의 이름을 따서 메두사 열수 분출구)라는 이름의 분출구가 발견되었다고 발표되었다. Ashadze 열수장(중대서양 능선의 13°N, 고도 -4200m)은 2010년까지 가장 깊은 고온의 열수장으로 알려져 있었는데, NASA 제트 추진 연구소와 우즈홀 해양학 연구소의 과학자들은 Beebe site에서 나오는 열수 기둥(18°33′N 81°43′W, 고도 –5000m)을 발견했다. 이 장소는 Cayman Trough 내의 110km 길이의 초저속으로 퍼져있는 Mid-Cayman Rise에 위치해 있다. 2013년 초, 5000미터(16,000피트)깊이의 카리브해에서 가장 깊은 열수 분출구가 발견되었다.

해양학자들은 지각판들이 서로 멀어지고 있는 Juan de Fuca plate의 화산과 열수 분출구를 연구하고 있다.

현재 멕시코 Baja California Sur의 Bahía de Concepción에서 열수 분출구와 기타 지열 징후가 관찰되고 있다.

## 보호
열수 분출구의 보존은 지난 20년 동안 해양학계에서 때때로 뜨거운 논쟁의 주제가 되어왔다. 이 상당히 희귀한 서식지에 가장 큰 피해를 주는 것은 과학자들일 수도 있다는 지적이 있어왔다. 분출구 현장을 조사하는 과학자들의 행동에 대해 합의를 도출하려는 시도가 있었고, 합의된 실무 규정은 있지만 공식적인 국제적이고 법적 구속력이 있는 합의는 아직 없다.